# Hemiancistrus
Hemiancistrus (геміанциструс) — рід риб триби Ancistrini з підродини Hypostominae родини Лорікарієві ряду сомоподібні. Має 11 видів (раніше належало 24 види, деякі переведено до родів Ancistomus, Hypostomus, групи Hemiancistrus annectens). Є об'єктом акваріумістики. Наукова назва походить від грецьких слів hemi, тобто «половина», та agkistrodon — «гак».

## Опис

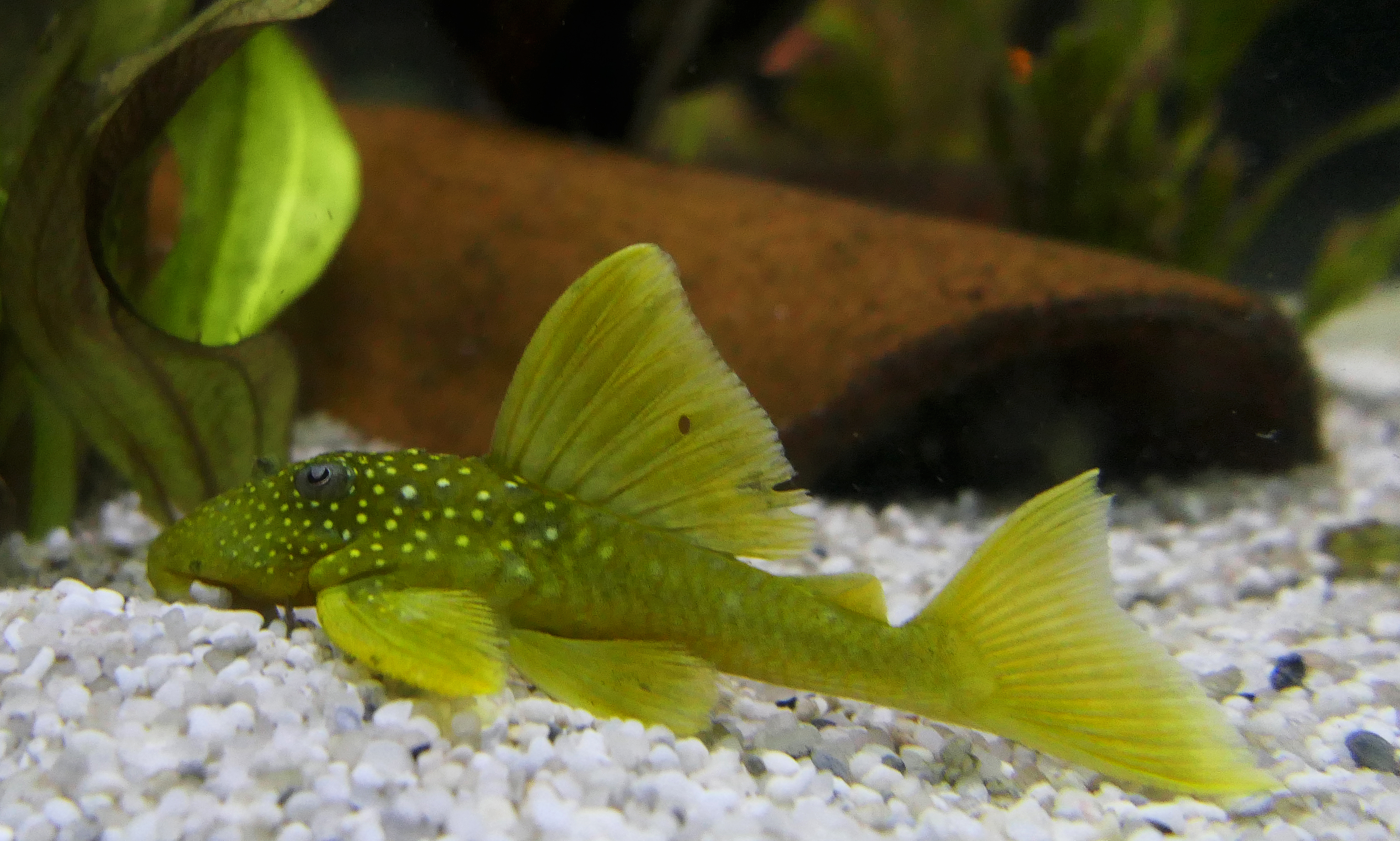
Hemiancistrus subviridis

Загальна довжина представників цього роду коливається від 7,5 до 29 см. Голова порівняно велика, доволі широка, сильно сплощена. Очі порівняно невеличкі, з райдужною оболонкою. Губи широкі та помірно великі, являють собою своєрідну присоску. Тулуб масивний, сплощений зверху, його щільно вкрито кістковими пластинками. Спинний та грудні плавці великі, довгі, мають значні шипи. Жировий та анальний плавці маленькі. Черевні плавці значно поступають грудним, але більші за жировий і анальний разом узяті. Хвостовий плавець короткий, широкий, з виїмкою, лише у деяких видів сильно розрізано.
Забарвлення коливається від сірого до чорного, у низки видів з білими або жовтими цяточками (по всьому тілу й плавцям). Черево світліше за спину та боки. Є види однотонні.

## Спосіб життя
Це демерсальні риби. Воліють до великих та середніх річок. Зустрічаються на скелястих ділянках з дуже сильною течією. Активні вночі та присмерку. Вдень ховаються в печерах, серед каміння та корчів. Живляться м'якими водоростями та водними безхребетними. Здобув всмоктує ротом.

## Розповсюдження
Поширені в річках Панами, Бразилії, Еквадору, Перу, Колумбії, Венесуели, Суринаму, Гаяни, Французької Гвіани.

## Тримання в акваріумі
Необхідна місткість від 150 літрів. На дно викладається великий річковий пісок темних тонів або дрібна галька. Зверху — велике каміння з пласкою підошвою. Непогано спорудити для риб печерки з каменів, розкидати корчі. Рослини не потрібні.
Є неагресивними рибами. Живуть групами по 3—5 особин. Можна тримати з іншими видами сомів, зокрема баріанциструсами. Годують риб рослинними харчами (овочами, таблетками для рослиноїдних риб). Не менш 30—40 % має становити живий харч або його аналог. З технічних засобів знадобляться потужний внутрішній фільтр, компресор. Температура тримання повинна становити 22—26 °C.

## Види
- Hemiancistrus cerrado
- Hemiancistrus chlorostictus
- Hemiancistrus fuliginosus
- Hemiancistrus guahiborum
- Hemiancistrus landoni
- Hemiancistrus medians
- Hemiancistrus megalopteryx
- Hemiancistrus meizospilos
- Hemiancistrus punctulatus
- Hemiancistrus subviridis
- Hemiancistrus votouro